# De Dion-Bouton 20 CV

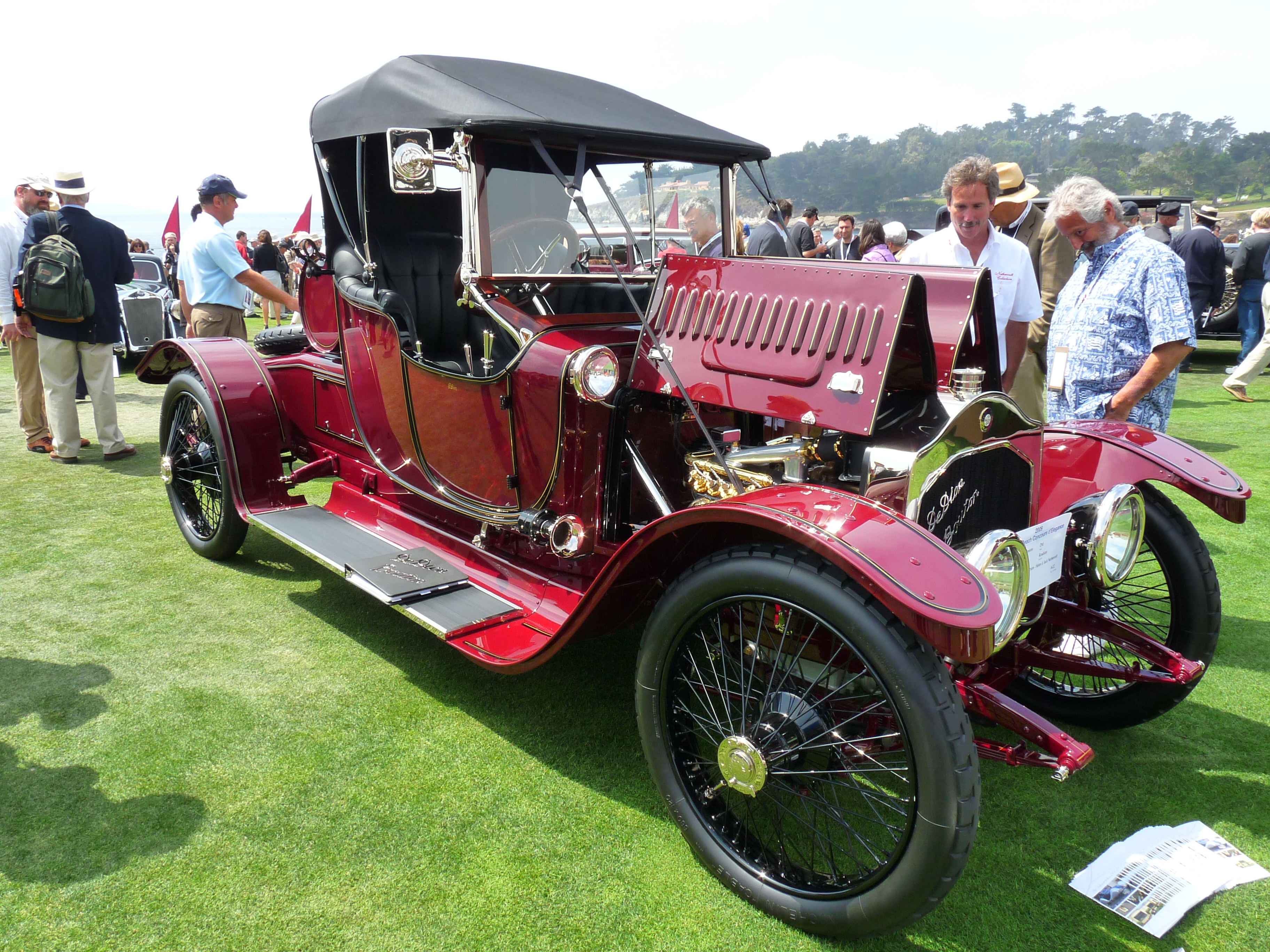
De Dion-Bouton Type DM

Der De Dion-Bouton 20 CV war eine Pkw-Modellreihe des französischen Automobilherstellers De Dion-Bouton aus der Zeit vor dem Zweiten Weltkrieg. Dabei stand das CV für die Steuer-PS. Zu dieser Modellreihe gehörten:
- De Dion-Bouton Type DM (1911–1913)
- De Dion-Bouton Type EC (1913)
- De Dion-Bouton Type ED (1912–1913)
- De Dion-Bouton Type EP (1913–1914)
- De Dion-Bouton Type EQ (1913–1914)
- De Dion-Bouton Type KS (1926–1929)